# Johan Petter Johansson
Johan Petter Johansson zvaný JP (12. prosince 1853 Vårgårda – 25. srpna 1943 Enköping) byl švédský mechanik, vynálezce a podnikatel.
Pocházel z početné rolnické rodiny a již ve třinácti letech dokázal přestavět otcovu ruční mlátičku na koňský pohon. Jeho rodina se vystěhovala do USA, avšak JP se rozhodl zůstat ve Švédsku a pracoval jako obsluha parního stroje, kopáč na železnici a kovář. Po ukončení vojenské služby nastoupil do továrny Munktells Mekaniska Verkstad v Eskilstuně, kde vynalezl maznici. V roce 1886 založil vlastní dílnu Enköpings Mekaniska Verkstad. V roce 1888 vyvinul první hasák použitelný pro všechny rozměry trubek. V květnu 1892 si nechal patentovat stavitelný klíč, i když podobné zařízení vymyslel již dříve Angličan Joseph Stubs. Uzavřel pak dohodu s velkoobchodníkem Berndtem Augustem Hjorthem, který začal distribuovat jeho nástroje a tím vznikla firma Bahco.
Johansson uvedl na trh pružinové kladivo značky Vulkanus, vynalezl rovněž hygienické kleštičky na cukr. Ve společnosti Triplex vyráběl elektricky řízená kyvadla a elektrotechnické kotvy. Ve svém životě získal Johansson přibližně 110 patentů. Působil také v městské radě Enköpingu a zasloužil se o vybudování dvou nových mostů.